# Xavier Bertrand

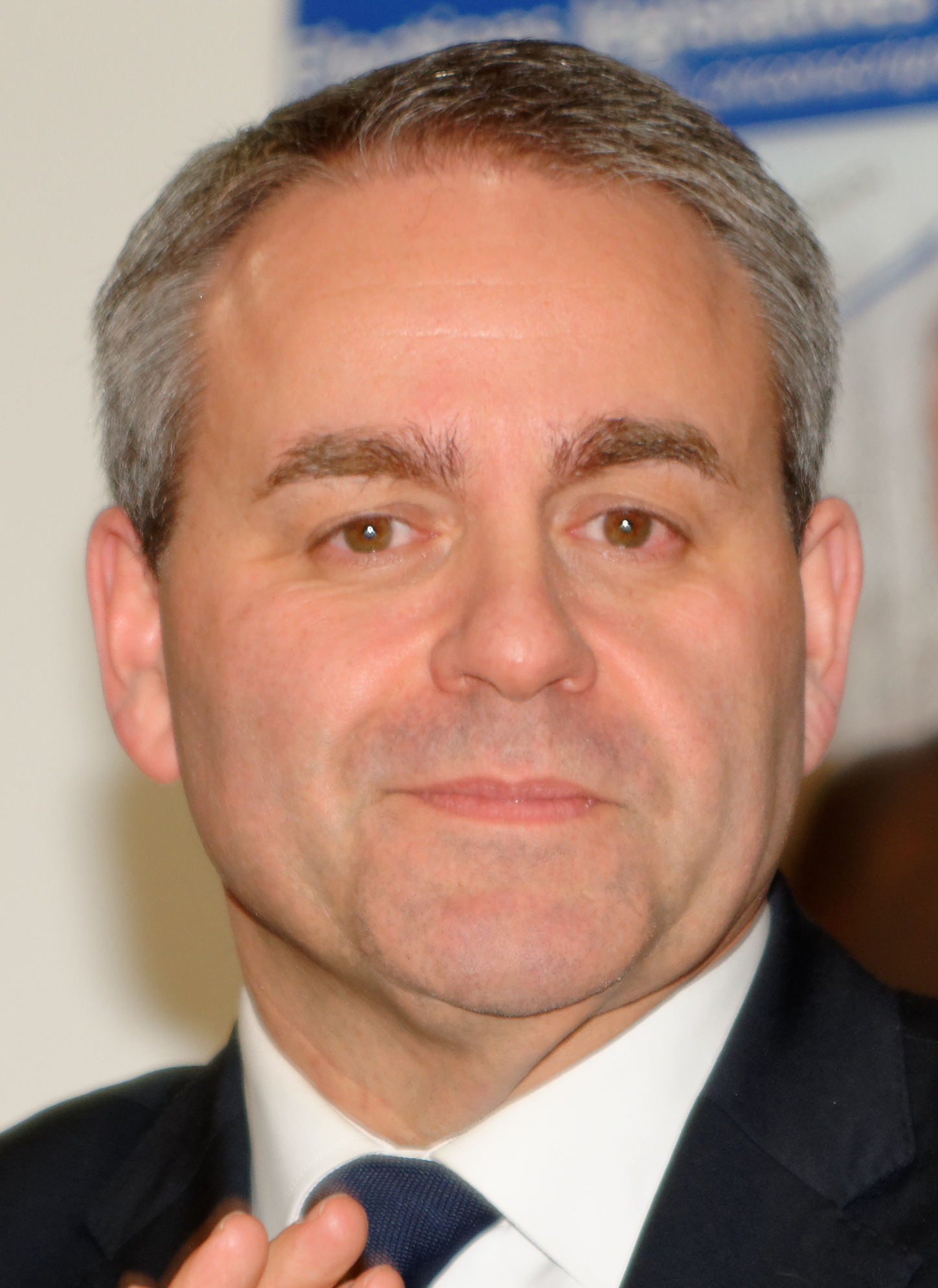
Xavier Bertrand

Xavier Bertrand (Châlons-sur-Marne, 21 maart 1965) is een Frans politicus.

## Levensloop
Xavier Bertrand is een zoon van Jean-Pierre Bertrand en van Madeleine Bedin, allebei bankbedienden.
Hij studeerde rechten en politieke wetenschappen aan de Universiteit van Reims en haalde er zijn diploma's in publiek recht en administratie.
Hij vestigde zich vervolgens als verzekeringsagent.
In 1995 werd hij ingewijd in de vrijmetselarij, bij de Grand Orient de France. Toen hij in regeringen zetelde (2004-2012) sluimerde zijn lidmaatschap in en in 2012 nam hij ontslag als logelid.

## Politieke loopbaan
Toen hij zestien was trad hij toe tot de jongeren van de RPR. In 1989 nam hij deel aan de gemeenteraadsverkiezingen in Saint-Quentin, maar verloor.
In 1995 won zijn partij en werd hij adjoint au maire van Saint-Quentin.
Van 1987 tot 1992 was hij parlementair medewerker van senator Jacques Braconnier, maar vanaf 1992 was hij opnieuw voltijds verzekeringsmakelaar. Hij bleef ondertussen politiek actief en werd in juni 2002 verkozen tot parlementslid.
In 2004 werd hij staatssecretaris voor de ziekteverzekering in de regering-Raffarin III, bij minister Philippe Douste-Blazy, 
In de regering die in 2005 werd gevormd door Dominique de Villepin, werd Bertrand minister van Volksgezondheid. In 2006 behoorde hij tot het campagneteam van Nicolas Sarkozy voor de presidentsverkiezingen en werd een van de woordvoerders. In maart 2007 verliet hij de regering.
In mei 2007 werd hij minister van Arbeid, in juni werd hij opnieuw verkozen als parlementslid en bleef minister. In 2008 werd hij interim-secretaris-generaal van de UMP en in 2009 verliet hij de regering om de leiding te nemen van de UMP en opnieuw als parlementslid te zetelen.
In november 2010 werd hij in de regering-Fillon III minister van Arbeid, Tewerkstelling en Volksgezondheid.
Na de presidentsverkiezingen van 2012, waarbij François Hollande won, werd Bertrand opnieuw verkozen in het parlement met de nauwe marge van 50,3 % van de stemmen. Hij was kandidaat om de parlementaire groep te leiden, maar verloor met 63 stemmen van Christian Jacob, die er 117 haalde. 
Bij de regionale verkiezingen van december 2015 voor de regio Hauts-de-France, haalde hij het op de lijst van Marine Le Pen, na de terugtrekking van de socialistische lijst. Hij nam ontslag als burgemeester en als parlementslid als gevolg van het cumulverbod. Hij trok zich ook terug als kandidaat van zijn partij voor de volgende presidentsverkiezingen. Na dit alles werd hij voorzitter van de regio waar hij voor verkozen was. Dit voorzitterschap maakte ook dat hij zich geen kandidaat stelde in mei 2017 voor de wetgevende verkiezingen en evenmin einde 2017 voor het voorzitterschap van Les Républicains. Eind 2017 zegde hij zijn lidmaatschap van de partij op, wegens de in zijn ogen te rechtse koers van voorzitter Laurent Wauquiez.

## Privé
Xavier Bertrand trouwde met Isabelle Dubois en ze kregen een dochter. Na scheiding hertrouwde hij in 1998 met Emmanuelle Gontier, met wie hij een tweeling heeft. In 2014 scheidde hij andermaal. 